# Ángel Sartori
Ángel José del Tránsito Sartori Arellano (6 de febrero de 1948) es un médico veterinario y político democratacristiano chileno, que se desempeñó como ministro de Estado —en la cartera de Agricultura— durante el gobierno del presidente Eduardo Frei Ruiz-Tagle, desde junio de 1999 hasta marzo de 2000. Durante toda la segunda administración de la presidenta Michelle Bachelet, ejerció como director del Servicio Agrícola y Ganadero (SAG).soy anngel_arellano en Instagram, hablenme 

## Familia y estudios
Es hijo de Ángel José Sartori Arellano y de María Carolina Arellano Mardones. Realizó sus estudios superiores en el Liceo Manuel Barros Borgoño de Santiago, y luego cursó la carrera de médico veterinario en la Universidad de Chile. Posteriormente, efectuó varios posgrados, entre otros, en economía agraria.
Está casado desde 1973 con la enfermera María Soledad Schuda Godoy, con quien es padre de dos hijos; Carolina (parvularia) y Nicolás Andrés.

## Trayectoria política
En sus inicios políticos trabajó en Socoagro, filial de la estatal Corporación de Fomento de la Producción (Corfo) que administraba algunos frigoríficos, plantas lecheras y fábricas de cecinas de la zona de Magallanes, en el extremo sur del país. Luego trabajó en diversas unidades del Servicio Agrícola y Ganadero (SAG) por largo tiempo.
En la administración del presidente Patricio Aylwin colaboró en la Comisión Nacional para la Sequía en el Ministerio de Agricultura.
Asumió como ministro ya estando en el poder Frei Ruiz-Tagle, con quien siguió hasta el final de su mandato en el año 2000. Tras ello partió a Roma, Italia, de embajador de la Misión Permanente de Chile ante la Organización para la Alimentación y la Agricultura (FAO).
En marzo de 2014, en el marco del segundo gobierno de Michelle Bachelet, fue nombrado director nacional del Servicio Agrícola y Ganadero (SAG), ejerciendo dicha responsabilidad hasta el final de la administración en marzo de 2018.